# Zamek Cagliostro
Zamek Cagliostro (jap. ルパン三世 カリオストロの城 Rupan sansei: Kariosutoro no shiro) – japoński pełnometrażowy film animowany z 1979 roku w reżyserii Hayao Miyazakiego. Stanowi część serii filmów i seriali telewizyjnych, których głównym bohaterem jest złodziej i poszukiwacz przygód Arsène Lupin III, wnuk Arsène’a Lupina, słynnej postaci literackiej stworzonej przez francuskiego pisarza Maurice’a Leblanca. Lupin III był w latach 70. popularną postacią japońskiej popkultury, a Miyazaki pracował wcześniej przy poświęconych temu bohaterowi produkcjach telewizyjnych.
Film należy do grupy wczesnych dzieł Miyazakiego, zrealizowanych jeszcze przed założeniem przez niego słynnej wytwórni Studio Ghibli. Mimo to, można go znaleźć w niektórych retrospektywnych kolekcjach filmów Studia, wydawanych m.in. na DVD.

## Opis fabuły
Słynny złodziej Lupin po jednym ze skoków zauważa, że cała zrabowana przez niego gotówka to znakomicie wykonane falsyfikaty. Postanawia ustalić, skąd pochodzą i kto wypuszcza je na rynek. Tak trafia do maleńkiego państwa, Księstwa Cagliostro, którego władcę - osobę bardzo szanowaną na światowych salonach - uważa za możliwego szefa fałszerskiego procederu. Przy okazji wikła się w pomoc księżniczce, córce poprzedniego władcy, którą obecny regent chce poślubić wbrew jej woli. 

## Obsada
- Yasuo Yamada jako Lupin III
- Kiyoshi Kobayashi jako Jigen
- Makio Inoue jako Goemon
- Eiko Masuyama jako Fujiko
- Goro Naya jako Inspektor Zenigata
- Tarō Ishida jako hrabia Cagliostro
- Sumi Shimamoto jako księżniczka Clarisse
- Ichirō Nagai jako Jodot
- Kōhei Miyauchi jako Ogrodnik

i inni

## Produkcja
Postać Lupina III po raz pierwszy pojawiła się na kartach mangi autorstwa Monkey Puncha. Tytułowy bohater jest uznawany za wnuka Arsène’a Lupina - wykreowanego przez Maurice’a Leblanca przebiegłego dżentelmena-włamywacza, który parał się również pracą detektywa. Oprócz imienia, odziedziczył po przodku również talent do kradzieży i dżentelmeńską postawę. Jest znany z tego, że przed kradzieżą wysyła wizytówkę właścicielom przedmiotów mających być jego celem. Zanim powstał Zamek Cagliostro można było obejrzeć dwie serie anime - Lupin III (1971-1972) i Lupin III Part Two (1977-1980), a także film The Secret of Mamo (1978). Zamek Cagliostro powstał głównie ze względu na sukces finansowy pierwszego filmu.
Zamek Cagliostro jest uznawany za pierwszy pełnometrażowy film wyreżyserowany przez Miyazakiego. Wcześniej zdarzyło mu się współpracować przy odcinkach z pierwszej serii anime. W rok po wyjściu filmu był scenarzystą i reżyserem kolejnych dwóch. Używał wtedy pseudonimu Telecom (tak nazywała się firma, w której ówcześnie pracował). Ponieważ jest to jedyny film, w którym bohater nie jest tak bezwzględny, a jego osobowość mocno koliduje z pozostałymi przedstawieniami, określa się tam Lupina jako „dorastającego” do swojej roli.
Oprócz reżyserii, Miyazaki zajmował się również scenarzystą, projektantem i artystą scenorysu. Produkcję rozpoczęto w maju 1979 r. wraz z powstaniem historii i scenorysu. Miyazaki rozpoczął od malowania scenerii z lotu ptaka, zanim ukończył samą historię. Zaczął tworzyć pełne storyboardy w momencie, gdy szkic scenariusza powrócił do niego bez jakichkolwiek zmian. Początkowo film podzielono na cztery części, jednak gdy zakończono pracę nad trzecią okazało się, że należy wprowadzić zmiany, by zmieścić się w przewidzianym na film czasie. Prace animacyjne rozpoczęto w lipcu, gdy storyboardy były gotowe w jednej czwartej - Miyazaki kończył je już podczas produkcji. Prace zakończono pod koniec listopada, z kolei premiera filmu miała miejsce 15 grudnia. Film powstał więc w około siedem i pół miesiąca, przy czym produkcja trwała tylko pięć miesięcy.
Film był inspirowany wieloma źródłami. McCarthy pisał, że ekipa nie czuła przymusu nigdzie podróżować, ponieważ szkicownik, którego używał Miyazaki przy tworzeniu Heidi był wystarczającym źródłem inspiracji dla scenerii. Sam Miyazaki wspominał, że inspirował się książką Italian Mountain Cities and the Tiber Estuary wydawnictwa Kagoshima. Film odwoływał się również do elementów dzieł o oryginalnym Lupinie, m.in. La Justice d'Arsène Lupin autorstwa Boileau-Narcejac (motyw fałszowania pieniędzy przez Niemców podczas I wojny światowej, by zdestabilizować francuską ekonomię). W Zielonookiej pannie Leblanca również pojawia się zatopiony skarb. Mechanizmy, tajne tunele i oplecenie fabuły wokół piękna jest inspirowana opowiadaniem Ranpo Edogawy pt. Ghost Tower. Zamek czerpie inspirację z pierwszego, niewydanego filmu The Shepherdess and the Chimney Sweep z 1952 r. (film został wydany ze zmianami w 1953 r. i w Polsce nosi tytuł Król i ptak). Lupin porusza się Fiatem 500, tak jak główny animator - Yasuo Ōtsuka. Z kolei samochód, którym w scenie pościgu jechała Clarisse to Citroen 2CV - pierwszy samochód Miyazakiego. W filmie została użyta letnia kolorystyka, którą McCarthy uznaje za pasującą do scenerii i postaci, z kolei ciemne i jasne kolory podkreślają ciemne i jasne strony Caligostro.
Postacie w Zamku Cagliostro zostały dopasowane do wizji bohatera Miyazakiego - miało to służyć pozbyciu się apatii z opowieści. Dzięki temu Lupin był optymistą i szczęśliwym złodziejem, który podróżuje razem z przyjacielem Fiatem 500. Kontrastowało to z oryginałem, który był intrygujący i bezwzględny, a jego pojazdem był Mercedes-Benz SSK, tylko dlatego, że był „ulubionym [samochodem] Hitlera”. Również postacie drugoplanowe zostały zmodyfikowane: Jigen i Goemon stali się przyjaźni, a femme fatale Fujiko została ugrzeczniona.

### Styl Miyazakiego
W pierwszym pełnometrażowym filmie Miyazakiego doskonale widać jego styl. Dani Cavalarro dostrzega charakterystyczne dla niego szczegóły oraz to jak wpływa to na przedstawienie historii. Cagliostro – kraj i sceneria – jest przedstawione szczegółowo, nie ogranicza go architektura, geografia czy kultura. Można użyć pojęcia „akogare no Paris” (Paryż naszych marzeń), czyli to, w jaki sposób Europę widzą twórcy wschodni. Użycie niekonwencjonalnych i unikatowych kątów kamery, a także dbałość o indywidualne ruchy postaci to charakterystyczne cechy stylu Miyazakiego. Widać to już w scenie napadu, która rozpoczyna film i przy okazji charakteryzuje Lupina i pozwala widzom lepiej go poznać. W Zamku Cagliostro charakter niektórych postaci zostały zmienione. Lupin stał się bezinteresownym bohaterem, Jigen był przyjazny, Goemon – zabawny, a Fujiko nie emanowała już seksapilem. Początkowo nie spodobało się to fanom. Surat z Otaku USA stwierdził, że Zamek Cagliostro jest jak "film o Jamesie Bondzie, w którym [Bond] zatrzymał się w Motelu 6, a jego pojazdem była Toyota Camry".

## Wydania
W Japonii film trafił do kin 15 grudnia 1979 roku. Rok później Tokyo Movie Shinsha chcąc zbadać odbiór, rozpoczęło testy w Ameryce Północnej. Film wyświetlono na The World Science Fiction Convention i przeprowadzono ankietę marketingową. W późniejszych latach film był pokazywany na innych festiwalach, w tym na FILMEX 82 w Los Angeles. Mimo ogromnego rozgłosu, wiele pokazów zakończyło się niepowodzeniem. Fred Patten uważał, że przyczyną tego stanu rzeczy było to, że film był „tylko” animowany. W 2008 roku film wydano na Blu-Ray. W 2014 roku Lupin powrócił do japońskich kin, w zremasterowanej cyfrowej wersji HD. Film można było później zakupić indywidualnie lub jako część kolekcji The Collected Works of Hayao Miyazaki zawierającej wszystkie filmy Miyazakiego. W 2019 roku VAP wydał wersję 4K UHD.
W Ameryce film trafił do kin 3 kwietnia 1991 roku, a na sprzęt domowy – w październiku 1992 roku. 25 kwietnia 2000 r. pojawiło się kolejne wydanie z nowym dubbingiem, bliższym oryginalnemu. 29 sierpnia 2006 roku wydano edycję specjalną na DVD. W 2015 r. film ponownie wydano na DVD i Blu-Ray w wersji rozszerzonej zawierającej m.in. wersję dubbingową dla najmłodszych czy notatki dotyczące procesu tłumaczenia. 
W Wielkiej Brytanii film wydano 10 czerwca 1996 roku. W 2012 r. film można było zakupić na DVD i Blu-ray.
W Polsce film można obejrzeć od 15 maja 2018 r. na platformie Netflix. Nie istnieje oficjalny polski dubbing, napisy powstały na bazie amerykańskiej edycji specjalnej z 2006 roku.

## Ścieżka dźwiękowa
Muzyka do filmu została skomponowana przez głównego kompozytora serii - Yuji Ohno. Zawiera w sobie elementy jazzowe, romansowe i muzykę orkiestrową. Jeden z utworów to wariacja na temat motywu telewizyjnego Lupina III. Wykonanie przypadło zespołowi You & The Explosion Band, który pracował również przy drugiej serii anime. Główna piosenka „Fire Treasure” została wykonana przez Bobby'ego (właśc. Toshie Kihara) i została wydana jako singiel LP. Pierwsze wydanie ścieżki dźwiękowej nosiło tytuł Lupin the 3rd The Castle of Cagliostro Original Soundtrack BGM Collection i zawierało rozszerzone wersje wybranych singli. Pierwotnie wydany jako winyl i kaseta (w 1983 r.), w 1985 r. wydano go na CD z kolejnymi dodatkami. W 2003 r. ścieżkę dźwiękową wydano ponownie pod tytułem Lupin the 3rd: The Castle of Cagliostro – Music File. Zawierała ona 13 nowych singli.

### Spis utworów z płytyLupin III: The Castle of Cagliostro Original Soundtrack BGM Collection
1. Toward the Patrol Line (Variation) - 2:52
2. Fire Treasure (Variation 1) - 1:51
3. Sneakin' - 3:24
4. Fire Treasure (Variation 2) - 2:12
5. A Riddle of Underground Waterworks - 1:51
6. Fire Treasure (Variation 3) - 2:58
7. Strange Sensation - 3:25
8. Fire Treasure - 3:07
9. You Are Like Breeze (Variation) - 2:59
10. Wedding - 1:50
11. In the Lun-Lun Feeling - 1:37
12. Tropical Wave (Variation) - 3:20
13. The Plot of the Earl - 1:30
14. Mystery Zone - 1:41
15. Lone Wolf - 2:55
16. Uncanny Night - 2:38
17. Mysterious Journey (Variation) - 3:59

## Odbiór
Film w japońskich kinach zarobił 610 milionów jenów. W 2007 i 2017 roku odbyły się zagraniczne pokazy (m.in. we Włoszech i Stanach Zjednoczonych), dzięki którym film zarobił 295,200 dolarów brutto.
Chociaż film nie był sukcesem kasowym, zyskał popularność. Na portalu Rotten Tomatoes na 21 opinii 95% z nich jest pozytywna, a widownia przyznała ocenę na poziomie 88%. Portal Metacritic zebrał siedem recenzji krytyków, a średnia ocen filmu to 72 na 100. Oceny użytkowników przyniosły ocenę na poziomie 8.1. Na polskim portalu Filmweb film oceniany jest na 7.3 na 10.
Chociaż sam Steven Spielberg uważał, że Zamek Cagliostro jest jednym z najlepszych filmów wszech czasów, fani Lupina III zarzucali ekranizacji Miyazakiego to, że bohater nie jest „prawdziwym” Lupinem. Pierwowzór jest bezwzględnym kryminalistą, gdy bohater filmu wydaje się być bardziej nieudolny. Sam Monkey Punch (autor mangi) stwierdził, że film jest doskonały, jednak to nie jest „jego” Lupin.
W 1980 roku film wygrał nagrodę Ōfuji Noburō Award na festiwalu filmowym Mainichi Film Awards. W styczniu 2001 roku japoński magazyn Animage przyznał mu dziewiąte miejsce w plebiscycie na najlepsze produkcje anime wszech czasów. W maju 2001 roku Zamek Cagliostro był najlepiej sprzedającym się filmem na DVD. W czerwcu tego samego roku był na miejscu trzecim. Japońska Agencja ds. Kultury Umieściła go na piątym miejscu listy najlepszych anime. W 2009 roku magazyn Kinema Junpo uznał film za „Najlepszy japoński film animowany wszech czasów”. W 2020 roku Screen Rant uznało, że jest to najlepszy film nakręcony przez Miyazakiego, a CBR.com ogłosiło, że to najlepszy film o Lupinie.

## Ciekawostki
W dubbingu z 1992 r., ze względu na prawa autorskie, Lupin jest określany jako „Wolf” (wilk).
W dubbingu z 1992 r. Inspektor Zenigata przedstawia się jako inspektor Keibu Zenigata. Jest to błąd ponieważ Keibu nie jest imieniem, a japońskim słowem oznaczającym inspektor.